# Cactography
Cactography (abreviado Cactography) fue una revista ilustrada con descripciones botánicas que fue editada por el botánico, malacólogo y naturalista estadounidense, Charles Russell Orcutt en los Estados Unidos. Se publicaron 7 números en los años 1906-1926.